# Herz-Jesu-Kirche (Kőszeg)

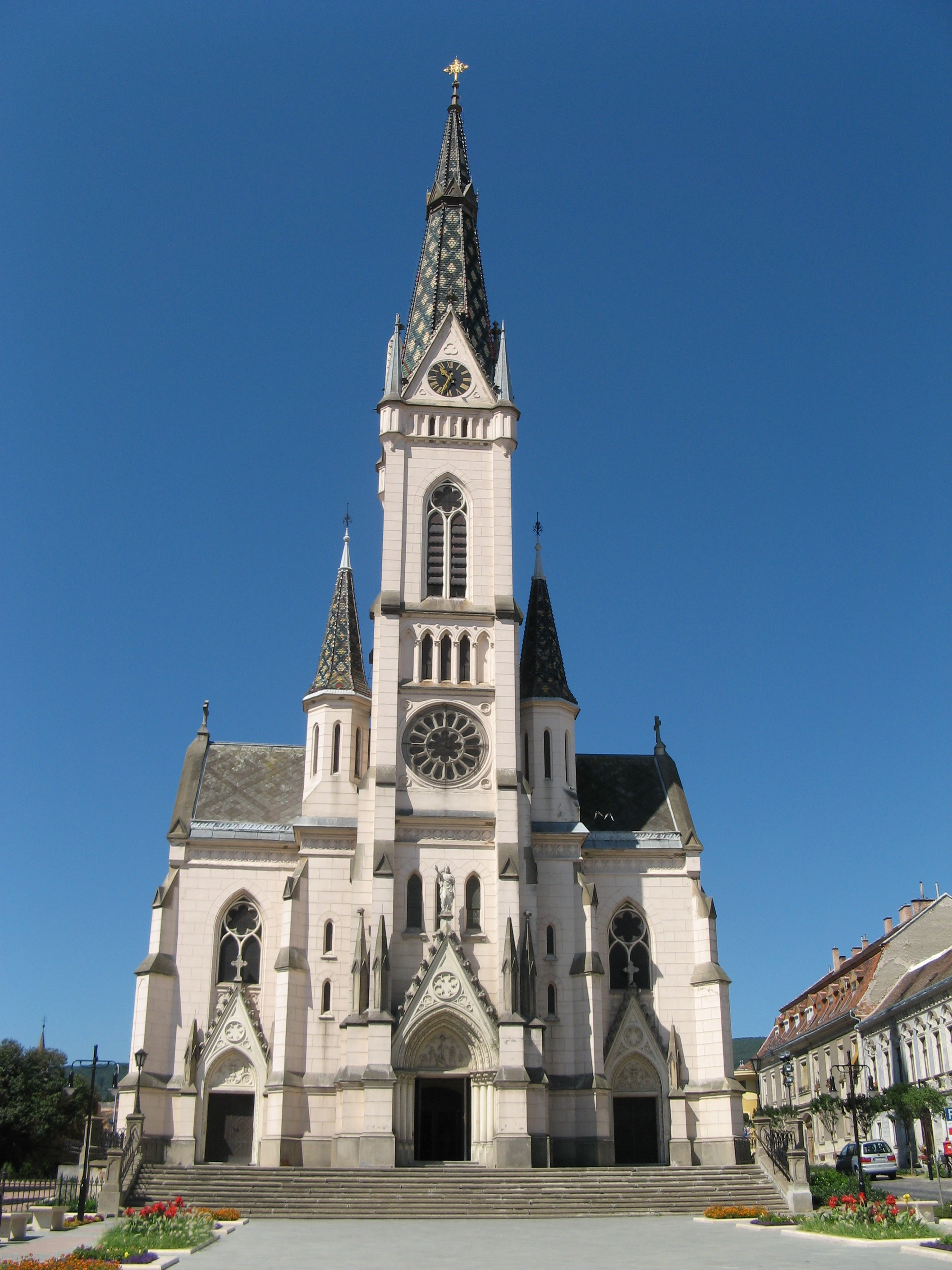
Außenansicht

Die Herz-Jesu-Kirche (ungarisch Jézus szíve templom) in der ungarischen Stadt Kőszeg ist die römisch-katholische Pfarrkirche der Stadt und ein herausragendes Beispiel der Neugotik.

## Beschreibung

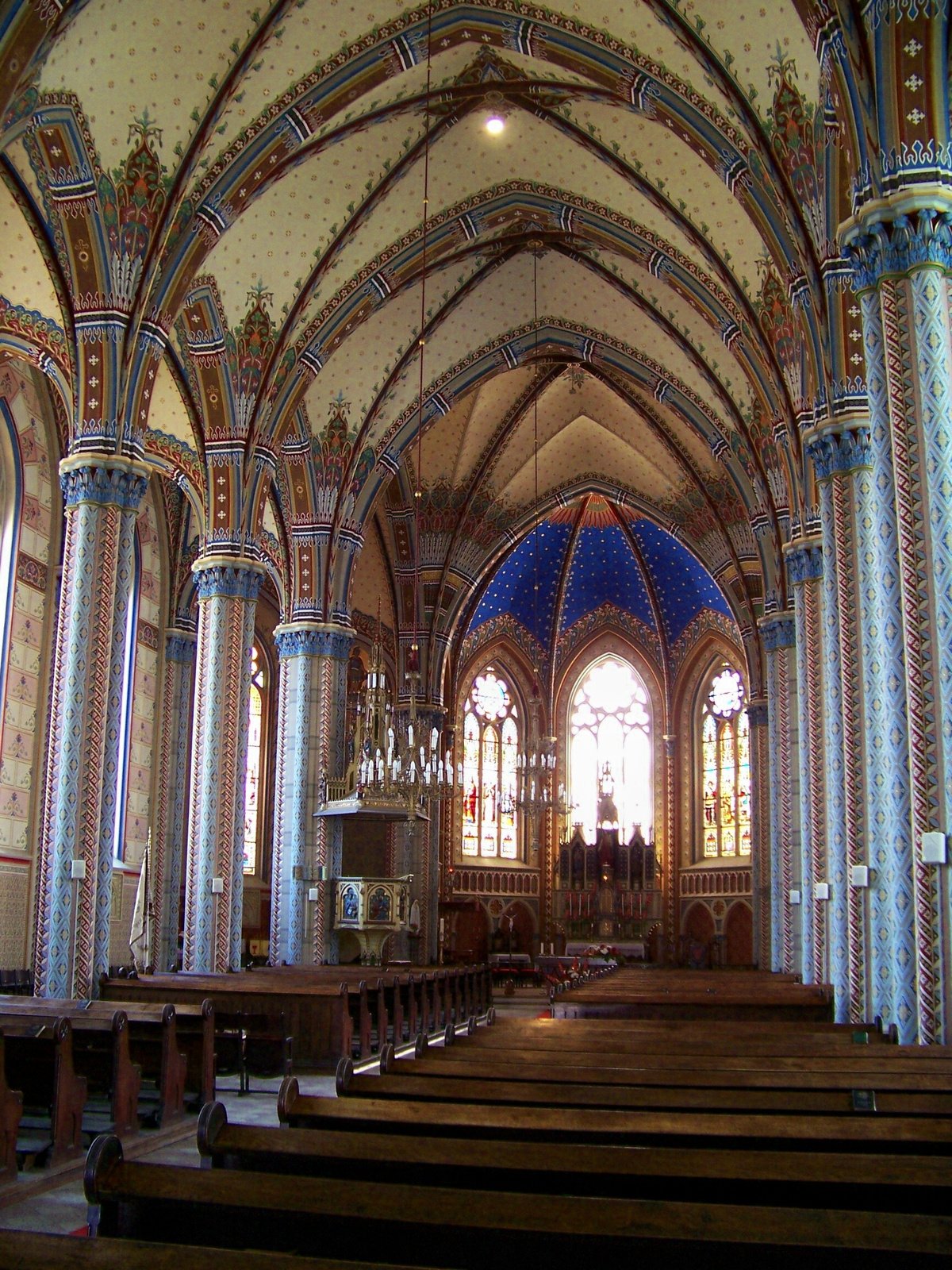
Innenansicht

Die Kirche wurde vom Wiener Architekten Ludwig Schöne entworfen und zwischen 1892 und 1894 auf dem Hauptplatz der Stadt erbaut. Die dreischiffige Hallenkirche schließt im Westen mit einem Drei-Konchen-Chor, im Osten mit einem verbreiterten Narthex. Davor steht über dem Portal der 57 Meter hohe Hauptturm, der von zwei kleineren Spitzen flankiert wird. Das dort befindliche Geläut spielt eine Melodie aus Georg Friedrich Händels Saul. Die hölzernen Schnitzaltäre stammen aus Wien und Tirol. Die meisten der Bildfenster wurden von ansässigen Familien gespendet und zeigen Jesus Christus, Maria, Josef von Nazaret sowie ungarische Heilige wie Stephan I., Gisela von Bayern, St. Emmerich, Ladislaus I., Elisabeth von Thüringen und Margareta von Ungarn.

## Ausstattung
Die mittelalterlichen und barocken Einrichtungsstücke stammen aus der alten Jakobuskirche. Dazu gehören Goldschmiedearbeiten, aber auch zwei Kelche, die 1421 und 1486 hergestellt wurden. Die Orgel stammt von den Rieger-Brüdern, wurde 1894 in der Kirche installiert und besitzt 21 Register. Auffallend ist die Farbgebung des Innenraums, die von Otto Kött ausgeführt wurde. Passend zum polychromen Innenraum ist auch das Dach mit verschiedenfarbigen Dachziegeln gedeckt. 1936 und 1987 erfolgten die letzten Restaurierungen.